# Ptilomyax hadalis
Ptilomyax hadalis is een tweekleppigensoort uit de familie van de Lasaeidae. De wetenschappelijke naam van de soort is voor het eerst geldig gepubliceerd in 2012 door Oliver.